# Тадеуш Богдан Зелінський
Тадеуш Богдан Зелінський (пол. Tadeusz Bogdan Zieliński, 11 липня 1914, Варшава — 10 червня 1986, там само) — польський архітектор.

## Біографія
Народився у Варшаві в сім'ї архітектора Тадеуша Зелінського. У 1936-1940 роках працював у майстернях Ромуальда Гутта, Богдана Пневського, Адольфа Шишко-Богуша і Єжи Маковецького. Протягом 1943—1944 років таємно проходив навчання на факультеті архітектури Варшавської політехніки. Потрапив до концентраційного табору, де перебував протягом 1944—1945 років. У 1948 році закінчив навчання в політехніці, після чого до 1950-го був асистентом професорів Яна Богуславського, Богдана Пневського і Станіслава Брукальського. У 1945—1946 роках працював в Архітектурній майстерні Громадського будівельного підприємства. 1946—1948 роки — у Дирекції музеїв і охорони пам'яток Міністерства культури і освіти. Протягом 1948—1950 років на роботі в Бюро відбудови столиці. 1948 року став заступником професора у Варшавській академії мистецтв. Від 1957 року — доцент. Отримав звання професора у 1971-му. Був деканом архітектурного факультету у 1954—1956 роках, у 1957—1959 — проректором, у 1958—1977 — керівником кафедри. Протягом 1977—1982 років професор політехніки в Білостоку.
Від 1948 року член Спілки архітекторів Республіки Польщі (SARP). Працював у керівних органах організації. Від 1968 року член Спілки польських митців-пластиків (ZPAP). 1979 року відзначений Почесною нагородою SARP і Нагородою Президента Ради Міністрів II ступеня. Помер 1986 року у Варшаві. Був одружений, мав двох синів.
У своїх роботах Зелінський відзначився строгим обмеженням засобів виразу, увагою до деталей. Реалізацію проєктів супроводжував ретельним авторським наглядом.
Роботи
- Адаптація пам'ятки архітектури на вулиці На скарпі у Варшаві для «Музею Землі», 1948 рік.[4]
- Адміністративний будинок установи закордонної торгівлі «Polimex»  у Варшаві, 1948 рік.[1]
- Офісний будинок Головної технічної організації і Державних технічних видавництв на вулиці Свентокшиській, 14 у Варшаві. Проєкт у формах спрощеного італійського ренесансу створено 1951 року, співавтор Збігнев Карпінський. Пізніше перебудовано (доповнено скляною «шапкою»).[5]
- Адміністративний будинок установи закордонної торгівлі «Elektrim» на вулиці Чацького у Варшаві, 1953 рік.[1]
- Будинок підприємства «Metalexport» на вулиці Пєнкній у Варшаві. 1953 рік, співавтор Збігнев Карпінський.[1] 1956 року за проєктом Рудольфа Гермеліна надбудовано поверх, прибрано деякі оздоби.[6]
- Реконструкція будинку Кредитного товариства Варшави. 1953 рік, співавтор Збігнев Карпінський.[1]
- Будинок Польських видавництв господарчих на вулиці Свентокшиській, 16 у Варшаві, на розі з вулицею Мазовецькою. Проєкт фасаду створено 1951 року спільно зі Збігневом Карпінським. Будинок зі значними відмінностями реалізовано 1956 року для підприємства «Motozbyt».[7]
- Житловий комплекс і парк посольства Китаю у Варшаві. 1959 рік, співавтори Аліна Шольц і Ромуальд Гутт. [8][1]
- Перше місце на конкурсі проєктів будинку для Учительського житлового кооперативу у Варшаві. 1960 рік, співавтор Ромуальд Гутт.[1]
- Два двоповерхові будинки на рондо Вашингтона у Варшаві. 1960—1965 роки, співавтори Аліна Шольц, З. Галас, Р. Скаржинський.[9]
- Готель Управління Ради Міністрів (URM) «Klonowa» на вулиці Кльоновій у Варшаві. 1967 рік, співавтори Аліна Шольц, З. Галас.[9]
- Проєкт саду при будинку посольства Польщі у Пхеньяні. Співавтори Аліна Шольц, Ромуальд Гутт, В. Новак.[8] Відзначений на бієнале в Сан-Паулу 1969 року.[1]
- Розбудова костелу святого Яна і монастиря назаретанок у Варшаві, 1981 рік.[1]
- Гробівець полеглих солдатів батальйону «Zośka» на Повонзківському цвинтарі, 1977 рік.[1]
- Будинки культури у Плоцьку і Заверці.[1]
- Адміністративний будинок установи закордонної торгівлі «Warimex» на вулиці Кручій у Варшаві, [1]
- Ансамбль інтер'єрів FAO в Римі.[1]
- Генплан центру Плоцька.[3]